# Eriogonum callistum
Eriogonum callistum är en slideväxtart som beskrevs av James Lauritz Reveal. Eriogonum callistum ingår i släktet Eriogonum och familjen slideväxter. Inga underarter finns listade i Catalogue of Life.